# Jaded (Aerosmith)
Jaded is een nummer van de Amerikaanse rockband Aerosmith. Het is de tweede single van hun dertiende studioalbum Just Push Play uit 2001. Op 20 februari van dat jaar werd het nummer op single uitgebracht.
De single werd een (bescheiden) hit in Noord-Amerika en een aantal Europese landen. In thuisland de Verenigde Staten werd de 7e positie bereikt in de Billboard Hot 100. In Canada werd de 6e positie bereikt, in Brazilië de 8e en in het Verenigd Koninkrijk de 13e positie in de UK Singles Chart.
In Nederland was de single in week 10 van 2001 Alarmschijf op Radio 538 en werd ook veel gedraaid op Veronica FM en Radio 3FM. De single werd een radiohit en bereikte de 17e positie in de Nederlandse Top 40 op Radio 538 en de 32e positie in de publieke hitlijst Mega Top 100 op Radio 3FM.  "Jaded" was tot nu toe de laatste single waarmee Aerosmith in beide Nederlandse hitlijsten stond genoteerd. 
In België behaalde de single géén notering in zowel de Vlaamse Ultratop 50 als de Vlaamse Radio 2 Top 30.